# Ryan Kiera Armstrong
Ryan Kiera Armstrong (New York, 10 marzo 2010) è un'attrice statunitense.
La sua prima apparizione in un'opera televisiva è stata in un piccolo ruolo nelle tre stagioni della serie canadese Chiamatemi Anna (2017-2019). Successivamente ha avuto il suo primo ruolo da protagonista nei film Firestarter (2022) e poi nel film The Old Way ed ha fatto parte del cast principale delle serie televisive American Horror Story (2021) e Star Wars: Skeleton Crew (2024-in corso).

## Filmografia

### Cinema
- Attraverso i miei occhi (The Art of Racing in the Rain), regia di Simon Curtis (2019)
- It - Capitolo due (It Chapter Two), regia di Andy Muschietti (2019)
- The Glorias, regia di Julie Taymor (2020)
- La guerra di domani (The Tomorrow War), regia di Chris McKay (2021)
- Black Widow, regia di Cate Shortland (2021)
- Firestarter, regia di Keith Thomas (2022)
- The Old Way, regia di Brett Donowho (2023)

### Televisione
- Chiamatemi Anna (Ann with an E) – serie TV, 16 episodi (2017-2019)
- La verità sul caso Harry Quebert (The Truth About the Harry Quebert Affair), regia di Jean-Jacques Annaud – miniserie TV (2018)
- American Horror Story – serie TV, 6 episodi (2021)
- Star Wars: Skeleton Crew – serie TV, 8 episodi (2024-in corso)

## Doppiatrici italiane
Nelle versioni in italiano dei suoi film, Ryan Kiera Armstrong è stata doppiata da:
- Alessandra Cannavale in It - Capitolo due, La guerra di domani
- Sara Ciocca in Firestarter
- Lucrezia Roma in Chiamatemi Anna
- Anita Sala in Attraverso i miei occhi
- Cecilia Salustri in American Horror Story
- Giorgia Venditti in The Old Way
- Margherita Rebegiani in Star Wars: Skeleton Crew